# Callerebia subocellata
Callerebia subocellata är en fjärilsart som beskrevs av Otto Staudinger och Hans Rebel 1901. Callerebia subocellata ingår i släktet Callerebia och familjen praktfjärilar. Inga underarter finns listade i Catalogue of Life.